# Afrique du Sud aux Jeux olympiques d'été de 2004
L'Afrique du Sud participe aux Jeux olympiques d'été de 2004 à Athènes en Grèce du 13 au 29 août 2012. Il s'agit de sa 16e participation à des Jeux d'été.
Elle y remporte six médailles : une en or, trois en argent et deux en bronze, se situant à la quarante-troisième place des nations au tableau des médailles. L'athlète Mbulaeni Mulaudzi est le porte-drapeau d'une délégation sud-africaine comptant 106 sportifs (66 hommes et 44 femmes).

## Médaillés
| Médaille | Nom                                                             | Sport      | Compétition          | Date    |
| -------- | --------------------------------------------------------------- | ---------- | -------------------- | ------- |
| Or       | Roland Mark Schoeman Ryk Neethling Lyndon Ferns Darian Townsend | Natation   | 4 × 100 m nage libre | 13 août |
| Argent   | Mbulaeni Mulaudzi                                               | Athlétisme | 800 m                | 13 août |
| Argent   | Roland Mark Schoeman                                            | Natation   | 100 m nage libre     | 13 août |
| Argent   | Hestrie Cloete                                                  | Athlétisme | Saut en hauteur      | 13 août |
| Bronze   | Roland Mark Schoeman                                            | Natation   | 50 m nage libre      | 13 août |
| Bronze   | Donovan Cech Ramon Di Clemente                                  | Aviron     | Deux sans barreur    | 13 août |

## Athlètes

### Tir à l'arc
Individuel femme
- Kirstin Lewis - 16e place

### Badminton
Femmes
- Simple
  - Michelle Edwards - battue en 16e de finale
- Double
  - Michelle Edwards et Chantal Botts - battues en 16e de finale

Hommes
- Simple
  - Chris Dednam - battu en 16e de finale
- Double
  - Dorian James et Stewart Carson - battus en 16e de finale

Mixte
- Double
  - Chris Dednam et Antoinette Uys - battus en 16e de finale

### Boxe
L'Afrique du Sud a envoyé trois boxeurs à Athènes. Tous ont perdu au premier tour, deux contre des boxeurs azeri.
- (57 kg)

Lodumo Galada
16e de finale - Battu par Shahin Imranov (Azerbaijan)
- (69 kg)

Bongani Mahlangu
16e de finale - Battu par Rovshan Huseynov (Azerbaijan), 22-14
- (75 kg)

Khotso Motau
16e de finale - Battu par Oleg Maskin (Ukraine) 25-22

### Canoë-Kayak
- Alan van Coller (K1 500 m/K1 1 000 m)

### Cyclisme sur route
- Ryan Cox
- Robert Hunter
- Tiaan Kannemeyer
- Anriette Schoeman

### Plongeon
Femmes
- 3 m :
  - Jenna Dreyer - Tour préliminaire : 267,84 pts, Demi-finale : 196,59 pts (17e place)
- 10 m plateforme :
  - Jenna Dreyer - Tour préliminaire : 34e place

### Escrime
Femmes
- Épée individuel
  - Rachel Barlow - battue en 32e de finale
  - Natalia Tychler - battue en 32e de finale
  - Kelly Wilson - battue en 32e de finale
- Épée par équipe
  - Natalia Tychler, Rachel Barlow et Kelly Wilson - 9e place

### Gymnastique
Femmes
- artistique
  - Zandre Labuschagne
- rythmique:
  - Stephanie Sandler (individuel) - 22e place

### Hockey sur gazon
Hommes
10e place
Tour préliminaire: 1 victoire-4 défaites
Match de classement (9-12): bat l'Égypte 5-1
Match de classement (9-10): défaite contre la Grande-Bretagne 1-1 (4-3)
Joueurs
- Gregg Clark
- Wayne Denne
- Denzil Dolley
- Iain Evans
- Steve Evans
- Craig Fulton
- Chris Hibbert
- Craig Jackson
- Bruce Jacobs
- Greg Nicol
- Ryan Ravenscroft
- Eric Rose-Innes
- Emile Smith
- Gave Staniforth
- Ian Symons

Femmes
9e place
Tour préliminaire : 1 victoire-3 défaites
Classement (9/10) : battue par l'Espagne 4-3
Joueuses
- Kerry Bee
- Caroline Birt
- Fiona Butler
- Lindsey Carlisle
- Pietie Coetzee
- Liesel Dorothy
- Grazjyna Engelbrecht
- Natalie Fulton
- Kate Hector
- Johke Koornhof
- Anli Kotze
- Marsha Marescia
- Tsoanelo Pholo
- Susan Webber
- Sharne Wehmeyer
- Jenny Wilson

### Judo
- Henriette Moller (63 kg)

### Aviron
- Donovan Cech et Ramon Di Clemente

### Voile
- Gareth Blanckenberg (Laser)

### Tir
- Martin Senore (50 m Rifle Prone)

### Natation
- Eugene Botes (100 m papillon)
- Lyndon Ferns (relais 4×100 m nage libre)
- Ryk Neethling (50/100/200 m nage libre/4×100 nage libre)
- Terence Parkin (200 m brasse/400 m quatre nages)
- Roland Mark Schoeman (50/100 nage libre/relais 4×100 nage libre)
- Karl Thaning (relais 4×100 nage libre)
- Darian Townsend (relais 4×100 nage libre)
- Gerhard Zandberg (100 dos)

### Taekwondo
- Duncan Mahlangu (68 kg)

### Triathlon
L'Afrique du Sud a envoyé deux triathlètes à Athènes. Seulement un, Megan Hall, a fini la compétition.
Femmes
- Megan Hall – 2 h 16 min 26 s 53 (36e place)

Homme
- Conrad Stoltz - DNF

### Beach-Volley
Hommes
- Gershon Rorich et Colin Pocock

Tour préliminaire: 2-1
8e de finale : Battus 2-0 par Julien Prosser et Mark Williams 
Femmes
- Julia Willand et Leigh Ann Naidoo

Tour préliminaire : Battues 0-3

### Lutte
Shaun Williams (60 kg libre)